# ياماها واي أم 3012

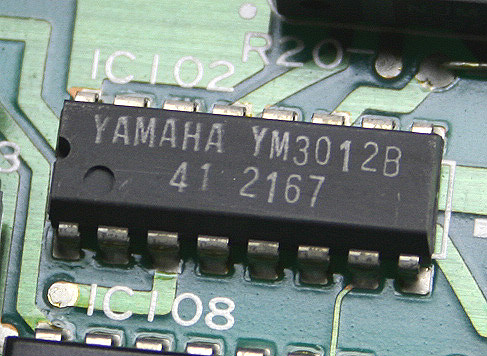
ياماها YM3012

ياماها واي أم 3012 (بالإنجليزية: YM3012)‏،ويسمى DAC-MS، هي شرحة مبدل رقمي تمثيلي ذات نقاط عائمة مطورة من قبل ياماها. وتنتج مخرج استريو تناظرية (مدى ديناميكي 16-بت) من سلسلة مدخلات ثنائية، وتحتوي بيانات الصوت 10-بت العشري و 3-بت exponent.
و تستخدم جنباً إلى جنب مع YM2151.